# Stéphane Cueni
Stéphane Edi Cueni (* 14. März 2001 in Lausanne) ist ein schweizerisch-kapverdischer Fussballspieler.

## Karriere

### Verein
Ausgebildet wurde Cueni in der Jugendabteilung des FC Lausanne-Sport, dem Team Vaud. 2021 wurde er nach drei Saisons bei der zweiten Mannschaft in der vierthöchsten Liga in die Profimannschaft der Waadtländer übernommen. Im April 2014 spielte er bei der 1:3-Niederlage gegen den FC Basel für 18 Minuten. Nach fünf weiteren Kurzeinsätzen in dieser Saison wurde er im Sommer an den Challenge-League-Verein Stade Lausanne-Ouchy ausgeliehen. Im Sommer 2022 wurde Cueni erneut ausgeliehen, wiederum an einen Schweizer Zweitligisten, den FC Wil. Im Juni 2023 wechselte Cueni definitiv zum FC Wil. Er erhielt einen Vertrag bis Juni 2026. Er entwickelte sich zu einer Teamstütze im defensiven Mittelfeld. Er verpasste in seiner Zeit beim FC Wil nur neun Pflichtspiele. Im Januar 2025 wechselte er zum FC Winterthur in die Super League. Hier kam er in der Rückrunde in 13 von 20 Spielen zum Einsatz, allerdings nur dreimal in der Startelf.

### Nationalmannschaft
Cueni spielte in der U-16, der U-19 und absolvierte zuletzt 2020 ein Spiel in der U-20 der schweizerischen Nationalmannschaft.